# Чарнув (Воломінський повіт)
Чарнув (пол. Czarnów) — село в Польщі, у гміні Домбрувка Воломінського повіту Мазовецького воєводства.
Населення — 156 осіб (2011).
У 1975-1998 роках село належало до Остроленцького воєводства.

## Демографія
Демографічна структура станом на 31 березня 2011 року:
|          | Загалом | Допрацездатний вік | Працездатний вік | Постпрацездатний вік |
| -------- | ------- | ------------------ | ---------------- | -------------------- |
| Чоловіки | 77      | 24                 | 48               | 5                    |
| Жінки    | 79      | 17                 | 47               | 15                   |
| Разом    | 156     | 41                 | 95               | 20                   |